# Битка за Кијев (1941)
Битка за Кијев је била велика битка за опкољавање у Украјини током Другог светског рата; данас се о њој прича као о највећој бици за опкољавање у историји. Трајала је од средине августа до 26. септембра, 1941, као део операције Барбароса. У совјетској војној историји се ова битка назива Кијевском дефанзивном операцијом (Киевская оборонительная операция), са датумима 7. јул – 26. септембар 1941.
Готово целокупни Совјетски југозападни фронт Црвене армије је опкољен, и Немци су тврдили да је број заробљених износио 665.000. Немачко опкољавање Кијева није било непробојно, и мале групе снага Црвене армије су успеле да избегну пропаст када се немачка замка затворила. Међу њима су били маршал Семјон Буђони, маршал Семјон Тимошенко и политички комесар Никита Хрушчов. Међутим, кијевски дебакл је представљао пораз без преседана за Црвену армију, превазишавши чак и трагедију код Минска у јуну и јулу 1941. 1. септембра, Југозападни фронт је бројао 752-760.000 људи (850.000 укључујући резерве и позадинске органе), 3.923 артиљеријских оруђа, 114 тенкова и 167 борбених авиона. У обручу се нашло 452.700 људи, 2.642 артиљеријских оруђа и 64 тенка, од којих је једва 15.000 успело да побегне из окружења до 2. октобра. Све укупно, Југозападни фронт је претрпео губитке у људству који су износили 700.544, укључујући 616.304 погинулих, заробљених или несталих током месец дана дуге битке за Кијев. Услед овога су совјетска 5, 37, 26, и 21. армија, састављене од 43 дивизије практично престале да постоје. Као и Западни фронт, и Југозападни је морао бити направљен потпуно испочетка.
Након брзих почетних успеха Вермахта, посебно у северном и централном сектору Источног фронта, преостала је огромна избочина на југу, где су се налазиле значајне совјетске снаге, које су се састојале од готово комплетног Совјетског југозападног фронта. У Уманској бици су Немци извојевали значајну победу, али се велика количина совјетских снага под командом Семјона Буђонија још увек налазила концентрисана у и око Кијева. Иако им је недостајала мобилност и оклопно наоружање, јер су већину оклопних снага изгубиле код Умана, ове трупе су ипак представљале значајну претњу немачком напредовању, и чиниле су највећу појединачну скупину совјетских снага на Источном фронту у то време.
Крајем августа, немачка Врховна команда сувоземне војске (ОКХ) је имала избор да или настави продор ка Москви, или да уништи совјетске снаге на југу. Како је немачкој групи армија Југ недостајала снага да опколи и уништи трупе Црвене армије, била је потребна значајна помоћ из групе армија Центар, како би се овај задатак извршио. Након расправе у Немачкој високој команди (види Лецен одлука) велики део Панцергрупе 2 и 2. армије је одвојен од групе армија Центар, и послат на југ да опколи совјетске снаге, и сусретне се са напредујућом групом армија Југ источно од Кијева.
Оклопне армије су напредовале брзо како би спровеле опкољавање, и овај покрет је изненадио Буђонија. Стога га је Стаљин разрешио дужности наређењем од 13. септембра. Није именован наследник, што је оставило трупе под командом појединачних командира корпуса и дивизија. Оклопне армије група Југ и Центар су се сусреле код Локвице 16. септембра. Након тога је судбина опкољених армија била запечаћена. Без мобилних снага и врховног команданта, није постојала могућност да се пробије обруч. Немачка 17. армија и 6. армија групе армија Југ, као и 2. армија групе армија Центар су потом смањиле џеп, уз помоћ оклопна армија. Кијев је пао 19. септембра. Битка за опкољавање је настављена до 26. септембра, када су се последњи остаци трупа источно од Кијева предали.